# Farley Green (Suffolk)
Farley Green – przysiółek w Anglii, w Suffolk. Farley Green jest wspomniana w Domesday Book (1086) jako Farleia.